# Курнінське сільське поселення
Ку́рнінське сільське поселення (рос. Курнинское сельское поселение) — муніципальне утворення у складі Ковилкінського району Мордовії, Росія. Адміністративний центр та єдиний населений пункт — село Курніно.

## Географія
Сільське поселення розташоване в центральній частині Ковилкінського району. Відстань до столиці республіки Саранська — 103 км, до міста Ковилкіно — 2 км (на північний захід).
Курнінское сільське поселення межує на півночі з Шингарінським, на сході з Примокшанським сільськими поселеннями, на півдні з Ковилкінським міським поселення, на заході з Русько-Лашминським та Троїцьким сільськими поселеннями.

## Історія
1918 року була утворена Курнінська сільська рада робітничих, селянських і червоноармійських депутатів Троїцької волості Краснослободського повіту Пензенської області. З 1928 року до січня 1930 року — Курнінська сільська рада робітничих, селянських і червоноармійських депутатів Ковилкінського району Мордовського округу. З січня 1930 року до 12 грудня 1934 року — Курнінська сільська рада робітничих, селянських і червоноармійських депутатів Торбеєвского району, з грудня 1934 року до 1938 року — Курнінська сільська рада робітничих, селянських і червоноармійських депутатів Ковилкінського району Мордовської автономної області Середньоволзького краю. З 1961 року, внаслідок включення села Воскресенська Лашма в межі міста Ковилкіно, Воскресенсько-Лашминська сільська рада була ліквідована, територія увійшла до складу Курнінської сільської ради Ковилкінського району Мордовської АРСР. Тоді до складу сільської ради входили населені пункти Александровка, Андрієвка, Вільна Лашма, Курніно, Руська Лашма, Слободіновка. 1972 року зі складу Курнінської сільської ради були виключені населені пункти Вільна Лашма, Руська Лашма, 1986 року — Слободиновка і Андрієвка, ліквідовано населений пункт Александровка.

## Населення
Населення — 659 осіб (2019, 760 у 2010, 787 у 2002).

## Господарство
В Курнінському сільському поселенні діють:
- будинок дозвілля;
- школа;
- бібліотека;
- ФАП;
- відділення пошти;
- 3 підприємства торгівлі;
- АТС.